# Local (ソフトウェア)
Localとは、WordPressのホスティングサービス企業であるFlywheel社が保守管理する、WordPressをローカル環境でインストールするためのソフトウェアである。2019年現在、基本無料であるが、月間20ドルのPRO版、月間50ドルのTEAMS版が存在する。

## 概要
WordPressをサーバーではない一般のコンピューターにインストールする際、XAMPPなどを用いてlocalhostを立ち上げた上、手動インストールする方法が主に取られている。しかし、LocalはGUIを用いて仮想機械を作成し、その仮想環境にWordPressをインストールする。

## 特徴
- インストールにあたり、サーバーに関する知識・技術をほとんど必要としない。
- 複数のWordPress環境を、設置・管理・破棄が容易に可能。
- PHP・MySQLのバージョン変更がGUIから容易に行える。